# 暴風型警
《暴風型警》是香港亞洲電視製作的劇集。首播於2003年11月，全劇共30集。
本劇講述一個警察踩界的故事，劇中有各式各樣的警察：包括欠下巨債的、同性戀的、貪污的、初出茅廬只辨黑白的；另外又有做盡壞事的議員、有爭取居港權的大陸人、有情義兩存的黑社會，總之沒有完全的好人，沒有完全的壞人。

## 演員表
- 尹天照 飾 道政
- 謝君豪 飾 霍天良
- 陳法蓉 飾 張欣欣
- 江美儀 飾 方　穎
- 王　薇 飾 趙麗菁
- 金沛辰 飾 莫昌誠
- 陳展鵬 飾 陳星佑
- 珈　潁 飾 姜　萍
- 林志豪 飾 莫家聰
- 林小湛 飾 張亦慶
- 梁家仁 飾 葉　坤
- 張　雷 飾 鍾耀鏗
- 樓南光 飾 霍天賜
- 李　華 飾 張佩佩
- 吳永金 飾 沈柏翹
- 陸依薩 飾 陸依薩
- 黃子雄 飾 羅亮仁
- 張　權 飾 彭　龍
- 林　偉 飾 麥　輝
- 樓茜妮 飾 關美琪
- 張嘉倫 飾 邱　銘
- 鄭維朗 飾 文啟斌
- 黃慧敏 飾 谷詠雯
- 徐嘉諾 飾 葉志明
- 李東輝 飾 麥浩軒
- 冼灝英 飾 董立行
- 陳保元 飾 鍾浩光